# Wyckoff
El municipio de Wyckoff (en inglés: Wyckoff Township) es un municipio ubicado en el condado de Bergen en el estado estadounidense de Nueva Jersey. En el año 2010 tenía una población de 16696 habitantes y una densidad poblacional de 982,12 personas por km².

## Geografía
El municipio de Wyckoff se encuentra ubicado en las coordenadas 40°59′55″N 74°10′2″O / 40.99861, -74.16722.
Según la Oficina del Censo de EE. UU., el municipio tenía una superficie total de 6,65 millas cuadradas (17,22 km2), incluidas 6,59 millas cuadradas (17,07 km2) de tierra y 0,06 millas cuadradas (0,15 km2) de agua (0,89%).  
Las comunidades no incorporadas, localidades y topónimos ubicados parcial o completamente dentro del municipio incluyen Sicomac. 
El municipio limita con los municipios de Allendale, Franklin Lakes, Mahwah, Midland Park, Ridgewood y Waldwick en el condado de Bergen; y tanto Hawthorne como North Haledon en el condado de Passaic.   

## Clima
El clima de esta zona se caracteriza por veranos calurosos y húmedos e inviernos generalmente suaves a fríos. Según el sistema de clasificación climática de Köppen, Wyckoff tiene un clima subtropical húmedo, abreviado "Cfa" en los mapas climáticos. 

## Demografía
Según la Oficina del Censo en 2010 los ingresos medios por hogar en el municipio eran de $138,373 y los ingresos medios por familia eran $154,420. En 2000, los hombres tenían unos ingresos medios de $87,850 frente a los $51,929 para las mujeres. La renta per cápita para la localidad era de $49,375. Alrededor del 1.8% de la población estaba por debajo del umbral de pobreza.

## Gobierno

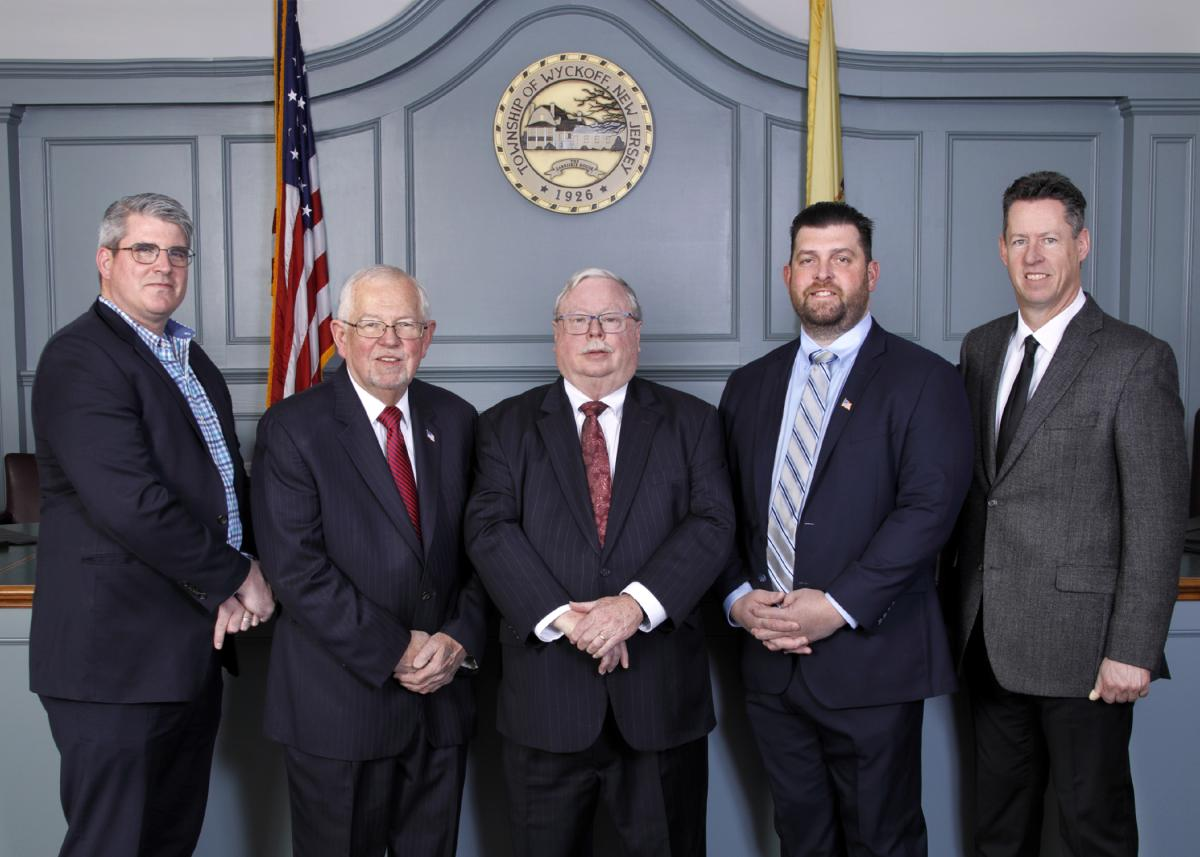
Comité del municipio de Wyckoff alrededor de 2023. De izquierda a derecha: Tim Shanley, Rudy Boonstra, Tom Madigan, Peter Melchionne, Scott Fisher

Wyckoff se rige según la forma de municipio de gobierno municipal de Nueva Jersey, uno de los 141 municipios (de los 564) en todo el estado que utilizan esta forma, la segunda forma de gobierno más utilizada en el estado.  El Comité del Municipio está compuesto por cinco miembros, que son elegidos sobre una base partidista como parte de las elecciones generales de noviembre, con uno o dos escaños disponibles para votación cada año en un ciclo de tres años.   En una reunión anual de reorganización, el Comité del Municipio selecciona a un presidente de entre sus miembros que actúa como alcalde y a otro miembro para que actúe como teniente de alcalde. El comité actúa como órgano legislativo y ejecutivo de Wyckoff, y el alcalde es responsable de presidir las reuniones y firmar documentos en nombre del municipio.
A partir de 2024, los miembros del Comité del municipio de Wyckoff son el alcalde Peter J. Melchionne (R, el mandato en el comité finaliza el 31 de diciembre de 2026; el mandato como alcalde finaliza en 2024), Rudolf E. Boonstra Jr. (R, 2025), Roger Lane (R, 2024; designado para cumplir un mandato pendiente), Thomas J. Madigan (R, 2024) y Timothy E. Shanley (R, 2024).

## Política

### 2006
En noviembre de 2006, los votantes aprobaron una medida electoral que establecía el Impuesto Municipal sobre Espacios Abiertos para apoyar un Fondo Municipal de Espacios Abiertos. Autorizado por cinco años, el impuesto es un gravamen anual de medio centavo por cada 100 dólares de valoración tasada. El Fondo Municipal de Espacios Abiertos se utiliza para "...[adquirir] tierras para fines de recreación y conservación", desarrollar y mantener estas tierras, "...[adquirir] tierras de cultivo para... fines de preservación" y preservar y adquirir, "...propiedades históricas, estructuras, instalaciones, sitios, [etc.]".  En 2011, 2016 y 2021, los votantes de Wyckoff reautorizaron el impuesto y el fondo.  La propiedad de Russell Farms fue adquirida por el municipio en 2012 por $3,1 millones, utilizando $1,2 millones del Fondo Municipal de Espacios Abiertos y $1,85 millones de una subvención del condado otorgada a través del Programa de Espacios Abiertos del Condado de Bergen; El alcalde republicano Chris DePhillips dijo que la compra fue "... un momento histórico para el municipio". 

### 2007
En las primarias republicanas de junio de 2007, el miembro del comité Henry J. McNamara (con 917 votos) derrotó a su rival Diane Sobin (que obtuvo 713 votos). El 17,35% de los republicanos de Wyckoff acudieron a las primarias.  Posteriormente, Sobin lanzó una campaña por escrito contra McNamara. En septiembre de 2007, McNamara anunció que no se presentaría a la reelección debido a compromisos laborales, lo que llevó al comité del Partido Republicano del Condado de Bergen sobre Wyckoff a nominar a Rudy Boonstra como su candidato a las elecciones generales. En el momento de la nominación, Boonstra era presidente de la Junta de Ajuste del municipio (cargo que ocupaba desde 1997), así como presidente del Partido Republicano del condado de Bergen que lo había seleccionado; Boonstra había vivido en Wyckoff toda su vida y había trabajado en la Junta de Educación del municipio durante 13 años, así como en la Junta de Educación de Ramapo Indian Hills durante nueve. 
Sobin continuó su campaña de escritura basándose en que "... el municipio está dirigido por un pequeño círculo de amigos y familiares, [incluido] Boonstra", lo cual, según el marido de Sobin, fue evidenciado por el primo de Boonstra, Harold Galenkamp., ser miembro del comité del municipio en ese momento, así como el hecho de que, "... la familia [extendida de Boonstra] es probablemente la mayor desarrolladora de bienes raíces en Wyckoff", y posee "alrededor de 60 acres". Mientras tanto, el candidato demócrata, Christopher Hillmann, hizo campaña para que Wyckoff comprara espacios abiertos y Boonstra abogó por una ordenanza que limitaría el tamaño de los edificios permitidos en un lote determinado.   En la carrera de noviembre por un mandato de tres años en el comité municipal, Boonstra (con 1.866 votos) superó 1.032 votos por escrito emitidos en la oposición y también derrotó a Hillmann (que obtuvo 754 votos). El 35,98% de los votantes de Wyckoff acudieron a las elecciones. 

### 2008
En las elecciones de noviembre de 2008, Brian Scanlan se convirtió en el primer demócrata en ganar un escaño en el comité municipal de Wyckoff en 75 años, superando a la republicana Kathleen Scarpelli, miembro de la junta de planificación, en una carrera lo suficientemente reñida como para requerir que se contaran las papeletas provisionales: el miembro del comité republicano David Connolly (con 4.670 votos) y Scanlan (con 4.506) derrotaron a Kathleen Scarpelli (que obtuvo 4.486 votos) y al demócrata Brian Hubert (que obtuvo 4.402) en la carrera por dos mandatos en el comité, a la que acudieron el 81,59% de los votantes de Wyckoff. 
Scanlan se había vuelto activo por primera vez en la política de Wyckoff en 2005 cuando organizó una protesta pública contra el desarrollo propuesto de 99 unidades en ocho acres de la propiedad Deep Voll Ravine ; Scanlan luchó por un parque público en el sitio, aunque el municipio se comprometió al aprobar un plan alternativo de nueve casas en 13 acres. Según Marsha Stoltz (que escribe para The Record), Scanlan, "... obtuvo la aprobación del público por su defensa y sorprendió al bastión republicano cuando fue elegido". 
Durante la campaña de 2008, los demócratas criticaron el gobierno unipartidista de Wyckoff, y Scanlan afirmó: "Creemos que el municipio estaría mejor si hubiera puntos de vista alternativos" y sugirió que el comité había ignorado las voces disidentes, lo que llevó a elecciones locales. decisiones como la aprobación de un nuevo Wyckoff Stop & Shop que, según la pareja, era "demasiado grande y feo"; El miembro del comité Connolly respondió que "... gobernar a nivel local se trata de conocer a la comunidad" y "A nivel local no es cierto [que el gobierno unipartidista es malo]", ya que "la política es personal".  

### 2009
En las elecciones de noviembre de 2009, la lista republicana de Chris DePhillips (con 3.696 votos) y el presidente de la junta de zonificación Kevin Rooney (con 3.548) derrotaron al demócrata Brian Hubert (que obtuvo 2.597 votos) y a la independiente Diane Sobin (que obtuvo 2.131) en una carrera por dos mandatos de tres años abiertos por el alcalde Joseph Fiorenzo y el miembro del comité Richard Alnor que decidieron no presentarse a la reelección. El 56,61% de los votantes de Wyckoff acudieron a las elecciones. 
Ambos equipos hicieron campaña para mejorar la apertura de los comités, el crecimiento inteligente, el conservadurismo fiscal (con DePhillips y Rooney enfatizando los servicios compartidos ) y la preservación de los espacios abiertos (aunque los republicanos calificaron su apoyo como una preservación "económicamente prudente"). Hubert y Sobin argumentaron que sus oponentes llegaron "tarde" a algunas de estas cuestiones (como Sobin, "...[mientras] señala[ba] su historial con respecto al espacio abierto...cuestion[aba] la sinceridad de sus oponentes. ...diciendo que ninguno firmó [la] petición para incluir un impuesto municipal sobre espacios abiertos en la boleta electoral"), los caracterizó como parte del establishment republicano "atrincherado" del municipio (diciendo que fueron "seleccionados cuidadosamente" por los republicanos en el Comité del Municipio), sugirió que era necesario tener diferentes puntos de vista sobre el comité y abogó específicamente por que las reuniones del comité fueran televisadas. Mientras tanto, DePhillips y Rooney sostuvieron que aportaron nuevas perspectivas, se centraron especialmente en responder a las preocupaciones de los votantes (como lo demuestra su estimación de que "... llamaron a entre el 80 y el 90 por ciento de las puertas en el municipio"), buscaron "preservar el carácter" de Wyckoff, esperaba trabajar estrechamente con las escuelas del municipio y afirmó que "existe la sugerencia de que somos... una extensión de los titulares arraigados... [pero] los titulares no tuvieron nada que ver con nuestra carrera".   

### 2010
En las primarias republicanas de junio de 2010, el miembro del comité Rudy Boonstra, que se desempeñó durante el año como alcalde, fue desafiado por el reverendo Jeffrey Boucher, pastor de la Iglesia Cristiana Powerhouse de Wyckoff, para su nominación como candidato del comité del partido en las elecciones generales. Boonstra promocionó su larga historia de voluntariado y servicio en comités en Wyckoff, así como su papel en los acuerdos de uso de la tierra en curso, mientras que Boucher destacó su trabajo para hacer crecer Powerhouse y la "visión" que un líder de una organización sin fines de lucro puede aportar al gobierno. En abril de 2010, Boonstra protestó formalmente por la petición de nominación de Boucher ante el superintendente de elecciones del condado, señalando que no todas las firmas habían sido presenciadas individualmente y que el certificador no había sido residente de Wyckoff en el momento de validar la petición; Boucher caracterizó el desafío legal como "por debajo de él" y un intento de "... quitarle la elección al pueblo".  Boonstra (con 1.020 votos) defendió a Boucher (que obtuvo 520 votos) en unas primarias a las que acudieron el 34,77% de los republicanos de Wyckoff.  
En octubre de 2010, el republicano Tom Madigan, un prolífico voluntario local y miembro de la Junta de Educación de Ramapo Indian Hills durante 12 años, fue designado para servir durante el año restante de lo que había sido el mandato del miembro del comité republicano Dave Connolly hasta su renuncia.  Connolly, nombrado miembro del comité en 2004, era el miembro con más años de servicio actualmente en el comité en el momento de su partida. El mandato de Connolly incluyó tiempo como presidente del comité de finanzas y como enlace de la Comisión Ambiental; citó las prioridades familiares como su razón para dimitir. 
En las elecciones de noviembre de 2010, el miembro del comité republicano Rudy Boonstra (con 3.691 votos) ganó la reelección para un segundo mandato frente a su rival demócrata Henry Vélez (que obtuvo 2.086 votos). El 34,77% de los votantes de Wyckoff acudieron a las elecciones.  Durante la campaña, Boonstra destacó su experiencia, promocionó su conservadurismo fiscal (incluido el reembolso exitoso de $300,000 en fondos excedentes de la biblioteca a los contribuyentes), apoyó la preservación de espacios abiertos (señalando específicamente a Russell Farms y Maple Lake), se opuso a las viviendas COAH de alta densidad, se comprometió a alinear proyectos futuros como Christian Health Care Center y ShopRite con el "encanto de pueblo pequeño" de Wyckoff y abogó por la búsqueda de subvenciones que se utilizarán para parques municipales y mejoras recreativas; Vélez promovió la propuesta del Christian Health Care Center como una solución en la que todos ganan, ya que proporciona espacios abiertos y viviendas de alta densidad para personas mayores, prometió abordar los problemas de tráfico y seguridad vial y expresó su preocupación por la asequibilidad de Wyckoff, especialmente para las personas mayores y las personas en un ingreso fijo. 

### 2011
En las elecciones de noviembre de 2011, el miembro del comité demócrata Brian Scanlan y una candidatura republicana del miembro del comité Tom Madigan y el presidente de la Junta de Zonificación, Doug Christie, compitieron por dos puestos en el comité.  Scanlan (con 2.589 votos) ganó la reelección para su segundo mandato y Christie (con 2.179) ganó el primero, negando la reelección a Tom Madigan (que obtuvo 1.921 votos). El 37,61% de los votantes de Wyckoff acudieron a las elecciones. 
Durante la campaña, Scanlan promovió sus esfuerzos para limitar el aumento de impuestos municipales al 1,2% anual, apoyó los servicios compartidos, promocionó sus iniciativas que incluían que Wyckoff participara en programas estatales de sostenibilidad y aprobar una ordenanza que permitiera cenar al aire libre, y respaldó "fuertemente" la renovación. del Fondo Fiduciario de Espacio Abierto a través de una medida electoral. Los republicanos enfatizaron su conservadurismo fiscal y abogaron por servicios compartidos; apoyó el Plan de Financiamiento Escolar Justo (en oposición a la fórmula de financiamiento escolar centrada en la equidad de Nueva Jersey),  que, según afirmaron, habría "...aumentado la ayuda estatal a la educación de Wyckoff del 2 por ciento a más del 15 por ciento"; y criticó cómo "los demócratas de Nueva Jersey forzaron los mandatos del Consejo de Vivienda Asequible", a los que se comprometieron, "... oponerse vigorosamente... [a] luchar para mantener el encanto de pueblo pequeño de Wyckoff". Madigan había comparecido ante el tribunal en octubre de 2011 por acusaciones de que abofeteó a un joven de 17 años en un partido de fútbol de la escuela secundaria Ramapo en 2010;  en noviembre de 2011 (después de las elecciones), Madigan fue declarado culpable de agresión simple, pero un juez del tribunal superior estatal anuló este fallo en abril de 2012. 

### 2012
En mayo de 2012, el exmiembro del comité Tom Madigan fue designado para un puesto de un año en la junta de zonificación del municipio. El miembro del comité Brian Scanlan, el único demócrata en ese momento quedó fuera de las discusiones sobre nombramientos a pesar de ser el enlace con la junta de zonificación. Scanlan criticó "la ausencia de proceso" en la decisión y sugirió (mientras elogiaba el historial de voluntariado de Madigan): "Me hubiera gustado haber lanzado una red más amplia en términos de cubrir este nombramiento", como considerar a los candidatos interesados que ocupaban puestos de trabajo. títulos de posgrado en planificación urbana; Los miembros del comité Doug Christie y Kevin Rooney defendieron a Madigan señalando su "diligencia" y cómo él "entiende a la comunidad... lo que intentamos lograr aquí". 
En junio de 2012, Wyckoff recibió ofertas para sus servicios anuales de remoción de árboles y hojas que, a la luz de una temporada alta para las empresas forestales, fueron (como mínimo) más del doble del costo del año anterior. Posteriormente, el miembro del comité republicano Kevin Rooney (junto con Scott Fisher, jefe del Departamento de Obras Públicas de Wyckoff) encabezó un esfuerzo exitoso para que el municipio comprara su propia maquinaria de servicio de árboles y, posteriormente, ejecutara la operación internamente a través del DPW. El miembro del comité demócrata Brian Scanlan, que ayudó a conseguir la financiación del acuerdo como miembro del comité de finanzas, estimó que la inversión inicial se amortizaría sola en dos años; Rooney especuló que con una mayor inversión en el programa Wyckoff, los contribuyentes podrían ahorrar colectivamente 100.000 dólares. 
En octubre de 2012, el Comité del municipio aprobó una ordenanza que penalizaba las "demostraciones públicas objetables de comportamiento" con una multa de 500 dólares y hasta 90 días de prisión en un esfuerzo por preservar el "encanto de pueblo pequeño" de Wyckoff. Algunos residentes criticaron la ordenanza por ser vaga, excesiva y/o apta para litigio; Mientras tanto, el abogado del municipio, Robert Landel, lo defendió y señaló que la mayoría "... el comportamiento indeseable se trata como un delito de alteración del orden público" y la ordenanza "... es un vehículo más para redactar una citación". 
En las elecciones de noviembre de 2012, el miembro del comité republicano Kevin Rooney y el recién llegado político Haakon Jepsen, analista del Deutsche Bank, se postularon como candidato contra la retadora demócrata y maestra de la escuela pública Wyckoff, Eileen Avia, por dos escaños en el comité; el alcalde republicano Chris DePhillips decidió no presentarse a la reelección.  Cuando el Wyckoff Suburban News preguntó cuál era el "problema más importante al que se enfrentaban los residentes", los republicanos respondieron que mantener los impuestos bajos era su principal preocupación y dijeron: "Wyckoff tiene un historial fiscal ganador gracias a su largo legado de liderazgo republicano". y afirmando que tenían la "visión" y la "experiencia" necesarias para mantener la historia de Wyckoff de "...algunos de los impuestos más bajos y los valores de propiedad más altos en el condado de Bergen"; Avia también planteó los impuestos a la propiedad como el tema más importante en las elecciones, aunque advirtió contra "... intentar controlar los impuestos a la propiedad con un desarrollo excesivo", ya que argumentó que podría poner en peligro la "sensación de pueblo pequeño" de Wyckoff. medio ambiente y la seguridad del tráfico, así como intensificar las tendencias que ella consideraba resumidas en: "La construcción excesiva... [habiendo] transformado el centro de nuestra ciudad en un vasto paisaje pavimentado sin ningún mérito estético".  Jepsen también propuso "aprovechar" la cultura de Wyckoff a través de programas y eventos y mejorar la comunicación entre los wykoffianos y el comité,  mientras que Avia abordó cuestiones de asequibilidad para las personas mayores, enfatizó los servicios compartidos y el recorte del presupuesto escolar, y apoyó el aumento de la financiación policial como, así como, en concreto, reuniones de comités televisadas.  Rooney (con 5.129 votos) y Jepsen (con 4.721) derrotaron a Avia (que obtuvo 3.578 votos). El 73,76% de los votantes de Wyckoff acudieron a las elecciones. 

### 2013
En junio de 2013, el Comité presentó una ordenanza propuesta por el miembro del comité demócrata Brian Scanlan que habría prohibido fumar en áreas públicas (como parques, fuera de edificios municipales como estaciones de bomberos y la biblioteca, y en áreas municipales de recreación al aire libre) y también habría codificado la Junta de Educación políticas que prohíben fumar fuera de las escuelas. Algunos residentes argumentaron que la ordenanza propuesta era una extralimitación, tanto legal como en principio; el comité decidió que la propuesta crearía una "carga injustificada" para los adultos, mientras que el miembro del comité republicano Haakon Jepsen encabezó las críticas a la propuesta entre los funcionarios, diciendo: "Cuanto más la miraba, menos me gustaba", y el miembro del comité republicano Kevin Rooney añadió, "¿A quién intentamos proteger?".   En julio de 2013, se reintrodujo una ordenanza ligeramente diferente y, en agosto, se aprobó; sus cambios fueron la exclusión de estacionamientos y caminos en los parques del ámbito de la prohibición, así como la adición del recientemente público Russell Farms Community Park y Larkin. Propiedades de la casa. 
En las elecciones de noviembre de 2013, el miembro del comité republicano Rudy Boonstra se postuló sin oposición para la reelección para su tercer mandato. Recibió 3.498 votos, y el 44,61% de los votantes de Wyckoff acudieron a las elecciones. 
El miembro del comité Kevin J. Rooney ganó la versión 2013 de la serie Chopped de Food Network, donando sus ganancias de $10,000 a Oasis—A Haven for Women and Children con sede en Paterson.

### 2014
En las elecciones de noviembre de 2014, el miembro del comité demócrata Brian Scanlan (con 3204 votos) y el alcalde republicano Doug Christie (con 2808) ganaron la reelección (para su tercer y segundo mandato, respectivamente) frente a su rival republicano, miembro de la junta de zonificación y propietario. de una pequeña empresa de Wyckoff, Yudin's Appliances: Susan Yudin (que obtuvo 2.394 votos). El 46,55% de los votantes de Wyckoff acudieron a las elecciones. 

### 2015
En junio de 2015, John Carolan, miembro de la Junta de Educación y Zonificación de Wyckoff, fue nombrado miembro del Comité del Municipio luego de la renuncia del miembro del comité republicano Doug Christie en mayo de 2015 debido a que se mudó fuera de la ciudad. 
En junio de 2015, se inauguró el Complejo Recreativo Pulis Field, un campo de césped artificial al aire libre ubicado detrás de Wyckoff YMCA; su financiación provino de donaciones y recaudaciones de fondos, pero principalmente de la propia Wyckoff YMCA.  El miembro del comité recientemente dimitido, Doug Christie, declaró que el trabajo del comité para construir el campo era su logro del que más se enorgullecía y dijo: "... cuando me convertí en alcalde en 2013, reuní a todos y empezó a suceder".  En septiembre de 2015, el comité del municipio aprobó por unanimidad la asignación de 300.000 dólares del Fondo Municipal de Espacios Abiertos para iluminar el complejo. Dadas estas mejoras, los residentes de la cercana comunidad de más de 55 años, Spring Meadow, expresaron su preocupación por el ruido y la contaminación lumínica, así como por la congestión del tráfico; La presidenta de la Comisión Ambiental de Wyckoff, Harriet Shugarman, sugirió que si bien "... los fondos para espacios abiertos se pueden utilizar para recreación, esperaba que se utilizaran en el futuro para preservar los espacios abiertos".  En marzo de 2018, el comité del municipio cambió el nombre de un campo en el complejo (anteriormente llamado Pulis Field 3) a Ben Landel Memorial Field en honor a un Wyckoff de 18 años (e hijo de Robert Landel, el abogado del municipio) que murió en enero después de un "Batalla de nueve meses contra un cáncer agresivo, el carcinoma de línea media NUT". 
En las primarias republicanas de junio de 2015, el alcalde Kevin Rooney y la candidata de 2014 Susan Yudin se postularon sin oposición para la nominación como candidata al Comité Municipal para las elecciones generales del partido;  El miembro del comité republicano Haakon Jepsen decidió no presentarse a un segundo mandato.  Mientras tanto, el exmiembro del comité republicano Tom Madigan reunió firmas para una petición para postularse como independiente en la competencia de noviembre.  Yudin lanzó un esfuerzo fallido para invalidar esta petición (y por lo tanto eliminar a Madigan de la boleta de las elecciones generales), alegando, en una serie de demandas que finalmente llegaron al tribunal superior estatal, que Madigan no había presenciado personalmente cada firma.  Cuando se denegó la moción de Yudin, Madigan caracterizó sus acciones como una "...afirmación infundada de que se le debería permitir postularse sin oposición", y afirmó que debido a que "...Yudin tenía una Organización Republicana del Condado de Bergen de alto precio". abogado mientras yo era mi propio abogado", el fracaso de la demanda fue "...una victoria para el pequeño".  
En las elecciones generales de noviembre de 2015, Susan Yudin y el alcalde Kevin Rooney como republicanos y Tom Madigan como independiente compitieron por dos mandatos de tres años, mientras que el miembro del comité republicano John Carolan se postuló sin oposición para las elecciones durante los dos años restantes del mandato para el que fue designado. Junio. Rooney (con 1.996 votos) y Madigan (con 1.735) ganaron la reelección y las elecciones sobre Yudin (que obtuvo 1.295 votos); John Carolan también ganó las elecciones, obteniendo 1.792 votos, mientras que el 26,99% de los votantes de Wyckoff acudieron a las elecciones. 
Cuando los medios le preguntaron cuál era el problema más importante que enfrentaba Wyckoff, Carolan respondió que mantener un gobierno local fiscalmente conservador y usar su posición para nutrir una comunidad positiva a través de "... programas que promueven escuelas sobresalientes, bienestar, aceptación y recreación, " fueron los más críticos; Madigan mencionó la moderación de los impuestos a la propiedad (cuyo aumento atribuyó, en parte, a que el municipio recibió poca ayuda estatal) a través de servicios compartidos y confiando en voluntarios locales; Rooney citó un ímpetu para enfrentar "desafíos crecientes de... mandatos estatales y del condado sin financiación, obligaciones de vivienda de COAH, aumento del tráfico... e infraestructura [en decadencia]", al tiempo que defendía el sentido de comunidad de Wyckoff; y Yudin planteó mantener los impuestos bajos como su objetivo principal, lo que ella creía que podría lograrse a través de "...más transparencia en el gobierno [local]", como por ejemplo, "televisar reuniones del comité municipal y de las juntas de uso de la tierra, anunciar espacios abiertos puestos en puestos municipales y vacantes en juntas directivas... [prohibir] el nepotismo en puestos municipales y rotar el puesto de alcalde entre todos los miembros del Comité Municipal". 

### 2016
En las elecciones de noviembre de 2016, el miembro del comité republicano Rudy Boonstra se postuló sin oposición para su cuarto mandato y obtuvo 5.665 votos. El 76,43% de los votantes de Wyckoff acudieron a las elecciones. 

### 2017
En la reunión de reorganización de enero de 2017, el Comité seleccionó al republicano Rudy Boonstra para actuar como alcalde del año, pasando por alto al demócrata Brian Scanlan a pesar de que nunca había sido seleccionado (aunque estaba entrando en su noveno año en el organismo) y del hecho de que había se desempeñó como teniente de alcalde en 2016 (un cargo que, en siete de los 10 años anteriores, resultó en que el miembro en servicio fuera elegido alcalde el año siguiente). Según los medios locales, omitir a Scanlan para el puesto fue parte de los esfuerzos continuos de "los cuatro miembros republicanos del comité... para relegar a Scanlan a comités menores y roles subordinados", y resultó en un año de protestas residenciales,  incluidos los wyckoffianos que envían cartas al editor a patch.com y The Record.  
Finalmente, en julio de 2017, Steve Joern, residente de Wyckoff, presentó una petición (con más de 900 firmas de Wyckoff) al comité del municipio que proponía agregar una pregunta electoral a las elecciones de noviembre que habría preguntado a los residentes si se debería establecer un subcomité no partidista para explorar métodos alternativos para seleccionar al alcalde, "...incluida una elección directa...por los votantes de Wyckoff".  En agosto, el comité votó para negar la adición de la pregunta a la boleta electoral pero, en respuesta, creó inmediatamente un subcomité de Scanlan y el miembro del comité independiente Tom Madigan para investigar las opciones electorales de Wyckoff. Después de que transcurriera una de las tres reuniones programadas del subcomité y el proceso de selección de alcalde se convirtiera en un tema electoral local, Scanlan declaró: "Para mí está claro que [los republicanos] no quieren considerar ninguna alternativa al sistema actual", mientras que Madigan replicó: "Brian Scanlan obviamente no está dejando de lado su partidismo". 
También en la reunión de reorganización de enero de 2017, el Comité nombró al republicano Timothy Shanley para ocupar el puesto que expiraba en diciembre de 2018 y que había ocupado el miembro del comité Kevin Rooney hasta que renunció a su cargo para ocupar el puesto vacante en la Asamblea que había ocupado Scott Rumana.  
En las elecciones de noviembre de 2017, cuatro candidatos: la candidata republicana Hayley Rooney (esposa del exmiembro del comité y entonces asambleísta Kevin Rooney) y el miembro del comité John Carolan, así como la recién llegada demócrata Melissa Rubenstein y el miembro del comité Brian Scanlan, se postularon para dos mandatos de tres años. en el comité, mientras que el miembro del comité republicano Tim Shanley y la rival demócrata Carla Pappalardo compitieron durante el año restante del mandato para el que Shanley había sido designado en enero; Los tres demócratas se presentaron bajo el lema "One Wyckoff". Scanlan (con 3.340 votos) fue elegido para su cuarto mandato, mientras que Rubenstein (con 2.893) derrotó a Carolan (que obtuvo 2.809 votos) y Rooney (que obtuvo 2.788); Las papeletas provisionales tuvieron que contarse debido a lo cercanos que estaban los totales de votos de Rubenstein y Carolan. Mientras tanto, Shanley (con 2.983 votos) derrotó a Pappalardo (que obtuvo 2.894). El 49,72% de los votantes de Wyckoff acudieron a las elecciones. 
Los procedimientos electorales del municipio surgieron como temas de campaña en 2017, cuando Scanlan (a pesar de formar parte de un subcomité responsable de presentar un informe sobre el tema en diciembre) y Pappalardo pidieron a Wyckoff que cambiara su gobierno de partidista a no partidista, así como para tener los residentes eligen directamente al alcalde; La candidatura opuesta y otros republicanos locales criticaron cualquier cambio en el gobierno municipal, argumentando que las ciudades del condado de Bergen con gobiernos no partidistas (como Ridgewood y Hackensack ) son "disfuncionales", tienen una tasa impositiva alta y son "algunos de los ciudades peor administradas de Nueva Jersey".  Los demócratas apoyaron además la grabación en vídeo de las reuniones del comité  mientras que Rubenstein abogó individualmente por la creación de guarderías de jornada completa en todo el municipio.  The Record caracterizó la competencia por el equilibrio de poder partidista en el comité como "una contienda ruidosa", mientras que el alcalde Rudy Boonstra dijo: "... las pasiones [estaban] a flor de piel".  Los demócratas obtuvieron victorias en todo el estado en 2017, pero Rubenstein y Pappalardo afirmaron que el éxito del partido en Wyckoff tuvo "más que ver" con Scanlan y su legado; Rubenstein calificó su victoria como una "victoria de Brian", mientras que Pappalardo dijo que Wyckoff es "... todavía un bastión republicano. Brian era el motor y yo el furgón de cola"; Scanlan, en cambio, creía que los avances locales de los demócratas eran una reacción contra "... el partidismo a nivel nacional". 

### 2018
En la reunión de reorganización de enero de 2018, el miembro del comité Brian Scanlan fue elegido por unanimidad como el primer alcalde demócrata de Wyckoff y no se seleccionó ningún teniente de alcalde.  Rubenstein, compañera de fórmula de Scanlan, también prestó juramento, convirtiéndose en la segunda demócrata en más de 80 años, la segunda mujer y la primera persona judía en formar parte del comité. 
En enero de 2018, el subcomité Madigan-Scanlan publicó su informe, haciendo tres recomendaciones, la más crucial de las cuales proponía eliminar el puesto de teniente de alcalde y las expectativas que establece. El subcomité acordó que cambiar fundamentalmente la estructura de gobierno del municipio por una diferente y apropiada para el tamaño de Wyckoff otorgaría demasiado poder al alcalde y/o administrador de la ciudad; Scanlan, sin embargo, incluyó en el informe sus esperanzas de elecciones no partidistas y sugirió aprobar una ordenanza para vincular la selección de alcalde a qué miembro del comité había recibido más votos en las elecciones anteriores, mientras que Madigan elogió la forma actual de gobierno, sugiriendo incubó elecciones suficientemente bipartidistas. 
Durante el ciclo electoral de 2018, tres candidatos, el actual republicano Tim Shanley y el actual Tom Madigan (quien, después de postularse como independiente en 2015, ahora se presentó como republicano), así como la rival demócrata Carla Pappalardo, se postularon para dos escaños en el comité municipal. En noviembre, Shanley (con 5.107 votos) fue elegido para su primer mandato completo y Madigan (con 4.667) fue reelegido para su segundo mandato consecutivo, derrotando a Pappalardo (que obtuvo 3.705 votos). El 68,61% de los votantes de Wyckoff acudieron a las elecciones. 
Pappalardo fue respaldado por el congresista y residente de Wyckoff Josh Gottheimer,  el alcalde Brian Scanlan y Steve Joern, residente de Wyckoff, quienes lanzaron una petición para repensar los procesos electorales del municipio en 2017; en su respaldo, Joern escribió que, "...si Carla Pappalardo es elegida...ella ayudará a hacer avanzar [los objetivos de la petición]...responderá a las muchas voces en Wyckoff que piden ser escuchadas, incluso en el cuestión de la votación de la alcaldía". 
En una carta al editor enviada a patch.com, Pappalardo declaró que su plataforma consistía en un gasto eficiente, una mejor calidad del agua y una mayor transparencia del comité a través de reuniones televisadas, a las que, según ella, se oponían sus oponentes, así como también a través de la eliminación de " nombramientos de juntas políticas" y "nepotismo"; En la carta, Pappalardo también decía: "Si soy elegido, espero trabajar estrechamente con Rudy Boonstra, Tim Shanley, Melissa Rubenstein y Brian Scanlan y crear un equipo de alto funcionamiento".  Esto llevó al miembro del comité republicano Rudy Boonstra a redactar su propia carta al editor en la que respondió: "Siento que su declaración... es un poco presuntuosa ya que no nos conocemos... [y] ella no ha asistido una reunión del Comité Municipal este año", yendo más allá al alegar que, "... en una reunión reciente de la Junta de Educación de Ramapo Indian Hills... ella se refirió a Wyckoff como 'una ciudad holandesa barata'", lo cual interpretó, "... como un insulto étnico dirigido a mí y a los miembros de mi familia que han servido bien a Wyckoff durante décadas en numerosas capacidades". 

### 2019
En abril de 2019, el Comité del Municipio aprobó el presupuesto municipal de 2019, que incluía $307,150 en fondos que se dedicaron parcialmente a establecer la tecnología necesaria para grabar reuniones futuras y ponerlas a disposición en línea.  
En junio de 2019, surgió una controversia sobre si Wyckoff debiese enarbolar la bandera del orgullo gay en el ayuntamiento. El alcalde republicano Tom Madigan negó las llamadas de residentes y activistas locales, incluida una petición con más de 1.000 firmas y una manifestación de 100 personas, citando preocupaciones de que enarbolar la bandera podría crear un foro público donde la ciudad podría verse obligada a reconocer cualquier causa.  Un año después, en junio de 2020, el alcalde republicano Tim Shanley encabezó el comité del municipio al izar la bandera del orgullo en un poste cerca de la biblioteca en el mismo lote municipal que el ayuntamiento; El miembro del comité republicano Rudy Boonstra se abstuvo de la ceremonia de izamiento de la bandera, y Shanley acusó a Madigan, ahora miembro del comité, de decir que "no quería ninguna ceremonia" y "atacar 'orgullosamente' la resolución que apoyaba la causa cuando la aprobamos este año".  
En las elecciones de noviembre de 2019, el miembro del comité republicano Rudy Boonstra (con 2.530 votos) ganó la reelección para su quinto mandato frente a su rival demócrata David Mangot (que obtuvo 1.415 votos). El 30,71% de los votantes de Wyckoff acudieron a las elecciones.  
El miembro del comité demócrata Brian Scanlan dimitió el día de las elecciones de noviembre de 2019 cuando quedaba un año de su cuarto mandato; citó el deseo de trabajar en una agenda nacional sobre el cambio climático, que refleje las causas ambientales que había defendido durante su mandato. El alcalde Tom Madigan dijo sobre la dimisión que estaba "sorprendido" y "decepcionado" porque creía que Scanlan anunció el día de las elecciones "para eclipsar a ambos candidatos locales". 
En diciembre de 2019, Beth Fischer fue elegida para ocupar el puesto de Scanlan durante el año restante de lo que había sido su mandato; Esta fue la primera vez que dos mujeres sirvieron simultáneamente en el comité municipal de Wyckoff (la otra era Melissa Rubenstein), y Fischer (quien era, en ese momento, comisionada de la Comisión Ambiental de Wyckoff) se comprometió a continuar con el legado de activismo ambiental de Scanlan. 

### 2020
En noviembre de 2020, el republicano Peter Melchionne ganó las elecciones para su primer mandato y la miembro del comité republicano Melissa Rubenstein ganó la reelección para su segundo mandato (con 6.269 y 6.342 votos, respectivamente) sobre la lista demócrata: Lisa Eidel y la miembro del comité Beth Fischer (que obtuvo 4.548 y 4.717 votos). 
Durante la campaña, Fischer promocionó su historia de voluntariado, su compromiso con las cuestiones ambientales y un primer año eficaz en el comité;  Eidel afirmó la necesidad de diferentes perspectivas en el comité (especialmente a la luz del cambio de partido de Rubenstein) y de centrarse en la planificación urbana;  Melchionne afirmó: "Nuestros oponentes quieren cambiar Wyckoff, la ciudad que llamamos hogar" y prometió, en cambio, mejorar y mantener aspectos fundamentales del municipio como negocios locales, recreación y seguridad;  y Rubenstein declararon de manera similar que "nuestros oponentes creen que Wyckoff necesita cambiar" y mencionó la calidad y confiabilidad de los servicios públicos como su principal preocupación.  Además, Eidel recibió atención por su defensa social, incluido su papel de liderazgo al presionar a Wyckoff para que enarbolara la bandera del orgullo gay y hablar en una "manifestación por la igualdad" en junio de 2020 que se organizó después de que un restaurante chino local fuera destrozado con grafiti con carga racial. ; En la manifestación, Eidel declaró: "Soy una mujer gay con dos hijos negros en una comunidad blanca... si no hago frente al hecho de que hay racismo en esta ciudad, ¿quién lo hará?". Fischer fue el único miembro del comité que asistió a la manifestación, y Eidel alegó que los organizadores le habían pedido dos veces al alcalde republicano Tim Shanley que hablara en el evento, pero él no respondió.
Cuando Melchionne asumió el cargo en enero de 2021, Wyckoff tenía un comité municipal exclusivamente republicano por primera vez desde 2009. 

## Educación
El Distrito Escolar Wyckoff atiende a estudiantes públicos desde preescolar hasta octavo grado.  A partir del año escolar 2020-21, el distrito, compuesto por cinco escuelas, tenía una matrícula de 1932 estudiantes y 179,2 maestros de aula (sobre una base FTE ), para una proporción de estudiantes por maestro de 10,8:1.  Las escuelas del distrito (con datos de inscripción de 2020-21 del Centro Nacional de Estadísticas Educativas  ) son la escuela primaria Calvin Coolidge,  con 289 estudiantes en los grados K-5, la escuela primaria Abraham Lincoln,  con 304 estudiantes en los grados K-5, Escuela Primaria Sicomac,  con 297 estudiantes en los grados PreK-5, Escuela Primaria George Washington  con 346 estudiantes en los grados K-5 y Escuela Intermedia Dwight D. Eisenhower,  con 672 estudiantes en los grados 6 a 8.   La escuela Calvin Coolidge, ubicada en 420 Grandview Avenue, es una escuela primaria que abrió sus puertas en 1932 como una escuela K-6 de seis salones y se ha ampliado varias veces a lo largo de los años. La escuela secundaria Eisenhower fue aprobada en 1960 y se inauguró en 1963. Desde 1993, Eisenhower ha atendido a los grados 6 a 8. La escuela Abraham Lincoln se inauguró en 1953 en un terreno comprado en 1950. La escuela Sicomac se completó en 1967. La escuela George Washington se construyó como un edificio de ladrillo de 11 habitaciones en el sitio donde se había incendiado la escuela anterior.
En el año escolar 2003-2004, la Escuela Intermedia Eisenhower fue reconocida con el Premio Nacional de Escuela de Excelencia Blue Ribbon del Departamento de Educación de los Estados Unidos, el más alto honor que una escuela estadounidense puede lograr. 
Los estudiantes de escuelas secundarias públicas de Wyckoff de noveno a duodécimo grado asisten a las escuelas del distrito regional de escuelas secundarias de Ramapo Indian Hills, que también atiende a estudiantes de Franklin Lakes y Oakland .   Los estudiantes que ingresan al distrito como estudiantes de primer año tienen la opción de asistir a cualquiera de las escuelas secundarias del distrito, sujeto a una elección realizada durante el octavo grado. Las escuelas del distrito (con datos de inscripción de 2020-21 del Centro Nacional de Estadísticas Educativas)  son Indian Hills High School, ubicada en Oakland  (919 estudiantes) y Ramapo High School, ubicada en Franklin Lakes (1.285 estudiantes). La junta de educación de nueve miembros del distrito de escuelas secundarias supervisa el funcionamiento del distrito; Los escaños en la junta se asignan en función de la población, y cuatro de los nueve escaños se asignan a Wyckoff. 
El primer edificio de escuela pública en el municipio fue una escuela de un salón construida en Wyckoff Avenue en 1869 y utilizada hasta 1906. Antes de 1929, los estudiantes de secundaria asistían a Paterson Central High School en Paterson, antes de que la Junta de Educación votara para enviar estudiantes a Ramsey High School en Ramsey.  Franklin Lakes, Oakland y Wyckoff (distrito FLOW) aprobaron la creación de una escuela secundaria regional en 1954 por una votación de 1.060 a 51, con la escuela secundaria Ramapo (en Franklin Lakes) abierta en 1957 y la escuela secundaria Indian Hills en 1960.
Los estudiantes de escuelas públicas del municipio y de todo el condado de Bergen son elegibles para asistir a los programas de educación secundaria ofrecidos por las escuelas técnicas del condado de Bergen, que incluyen las academias del condado de Bergen en Hackensack y el campus tecnológico de Bergen en Teterboro o Paramus. El distrito ofrece programas de tiempo compartido o de tiempo completo, con la admisión basada en un proceso de solicitud selectiva y la matrícula cubierta por el distrito escolar de origen del estudiante.  
Eastern Christian Middle School (ECMS) es una escuela cristiana privada con alrededor de 200 estudiantes en los grados 6 a 8 que forma parte de la Asociación de Escuelas Cristianas del Este. 
La escuela Saint Elizabeth atiende a niños de preescolar a octavo grado, con un promedio de 30 niños en cada grado y opera bajo la supervisión de la arquidiócesis Católica Romana de Newark.  La escuela fue reconocida en 2011 con el Premio Nacional de Excelencia Blue Ribbon otorgado por el Departamento de Educación de los Estados Unidos. 